# Lieux et monuments de Stockholm
Cet article liste des lieux et monuments de la ville de Stockholm en Suède,,.

## Architecture et urbanisme

### Édifices religieux
- Église Adolphe-Frédéric
- Église de Bethléem
- Église de Bromma
- Église d'Engelbrekt
- Cathédrale Saint-Éric
- Église Sainte-Eugénie
- Église finlandaise
- Église Saint-George
- Cathédrale Saint-George
- Église Gustave Adolphe
- Église Gustave Vasa
- Église d'Hammarby (sv)
- Église Hedwige-Éléonore
- Église d'Hjorthagen
- Église de Högalid
- église de Kungsholm
- Église Emmanuel
- Église Saint-Jacques
- Église Saint-Jean
- Église Catherine
- Église Sainte-Claire
- Église de Kungsholm
- Église Marie-Madeleine
- Église Saint-Matthieu
- Église Saint-Siegfried
- Église d'Oscar
- Église de Philadelphie
- Église Saint-Pierre
- Église anglicane
- Église de Riddarholmen
- Chapelle royale
- Église  Saint-Sava
- Église de Skeppsholm
- Église Sophie
- Église de Spånga
- Église Saint-Etienne
- Église Saint-Nicolas
- Synagogue de Stockholm

### Palais, châteaux
- Palais Adelcrantz
- Palais Arvfurstens
- Palais Axel Oxenstierna
- Palais Bååt
- Palais Bång
- Palais Banér
- Maison Beijer (sv)
- Palais Bocander
- Îlot Bodarne
- Palais Bolinder
- Palais Bonde
- Palais Broms
- Palais Burman
- Palais Douglas
- Château de Drottningholm
- Palais Fersen
- Gamla Riksarkivet
- Château de Hässelby
- Konstakademiens hus
- Palais Fleming (sv)
- Palais Gustav Horn
- Palais Hallwyl
- Palais Hellgren
- Palais Hessenstein
- Palais Lillienhoff
- Villa Lusthusporten
- Palais Louis De Geer
- Norstedtshuset
- Palais Petersen
- Palais Piper
- Palais Reenstiern
- Palais de Rosendal
- Maison Thavenius
- Palais Von Rosen
- Maison de la noblesse
- Palais Scheffler
- Palais royal
- Palais Ryning
- Maison Sager
- Palais Saint-Éric
- Palais Schering Rosenhane
- Palais Sparre
- Palais Stenbock
- Palais Tessin
- Château d'Ulvsunda
- Palais Horn (sv)
- Palais Van der Noot
- Maison von der Linde
- Palais Westman (sv)
- Palais Wrangel
- Pumpstocken 10
- Pumpstocken 11
- Pumpstocken 13
- Villas d'architecte à Stockholm

### Tours, résidences
- Alviks Torn
- Bajonetten 1
- Bajonetten 7
- Bajonetten 9
- Bajonetten 11
- Beväringen 5
- Tour Birger Jarl
- Maison Bünsowska
- Bofills Båge
- Maison Bonnier
- Citypalatset
- Dallasskrapan
- Hôtel Diplomat
- DN-skrapan
- Folksamhuset
- Havstornet
- Hötorgsskraporna
- Kajen 4
- Kajen 5
- Kajen 7
- Kajplats 6
- Kista Science Tower
- Kista torn
- Klippan 9
- Södra Kungstornet
- Norra Kungstornet
- Kungsholmsporten
- Norra tornen
- Quality Hotel Friends
- Scandic Continental
- Scandic Hotel Ariadne
- Scandic Talk Hotel
- Sergeanten 1
- Sergeanten 6
- Sergeanten 7
- Sergeanten 8
- Sthlm 01
- Skatteskrapan
- Söder torn
- Sportpalatset
- Strato
- Svea torn
- Sweco-huset
- Tour Victoria
- Stockholm Waterfront
- Centre Wenner-Gren

### Sports
- 3Arena
- Akalla Gårds BP (sv)
- Annexet
- Aspuddens IP (sv)
- Bandhagshallen (sv)
- Bandyhallen i Gubbängen (sv)
- Bredängshallen (sv)
- Centralbadet
- Djurgårdsarenan (sv)
- Enskedehallen (sv)
- Eriksdalsbadet (sv)
- Eriksdalshallen (sv)
- Farstahallen (sv)
- Frescatihallen (sv)
- GIH-badet (sv)
- Globen
- Grimsta IP (sv)
- Grimstafältet (sv)
- Gubbängens IP (sv)
- Gubbängshallen (sv)
- Hammarby IP (sv)
- Hjorthagens IP (sv)
- Hovet
- Husbybadet (sv)
- Högdalens skatepark (sv)
- Högdalshallen (sv)
- Högdalstoppen (sv)
- Kaknäs IP (sv)
- Kampementsbadet (sv)
- Konradsbergshallen (sv)
- Kristinebergs IP (sv)
- Kronobergsbadet (sv)
- Kungliga tennishallen (sv)
- Kärrtorps IP (sv)
- Kärrtorpshallen (sv)
- Mälarhöjdens idrottsplats (sv)
- New Sport House (sv)
- Nytorpsbadet (sv)
- Prins Bertils boulehall (sv)
- SALK-hallen (sv)
- Sjöstadshallen (sv)
- Skanstullshallen (sv)
- Smedslättens tennishall (sv)
- Solvalla
- Spånga IP (sv)
- Stadshagens IP (sv)
- Stockholms stadion
- Stockholms Tennishall (sv)
- Stora Essingens IP (sv)
- Stora mossens IP (sv)
- Storkyrkobadet (sv)
- Sturebadet (sv)
- Strawberry Arena
- Svedmyrabadet (sv)
- Sätra friidrottshall (sv)
- Sätra pistolskyttebana (sv)
- Söderstadion
- Tennispaviljongen (sv)
- Tennisstadion, Stockholm (sv)
- Tenstahallen (sv)
- The JCG (sv)
- Vanadisbadet (sv)
- Västertorps sim- och idrottshall (sv)
- Zinkensdamms IP (sv)
- Åkeshovs sim- och idrottshall (sv)
- Ängby IP (sv)
- Östermalms IP (sv)

### Hôpitaux
- Allmänna barnbördshuset
- Clinique pédopsychiatrique
- Blackebergs sjukhus
- Dalens sjukhus
- Ersta sjukhus
- Hôpital universitaire Karolinska
- Konradsberg
- Långbro sjukhus
- Maria beroendecentrum
- Norrtulls sjukhus
- Rosenlunds sjukhus
- Sabbatsbergs sjukhus
- Sankt Görans sjukhus
- Sophiahemmet
- Stockholms sjukhem
- Södersjukhuset
- Vårbergs sjukhem

### Autres
- Hôtel de ville
- Bureau de poste central
- Observatoire de Stockholm
- Riddarhuspalatset
- Maison de la préfecture
- Palais de justice
- Maison Petersen
- Ambassade de Finlande
- Ambassade de France
- Ambassade d'Ukraine
- Ancien parlement de Stockholm
- Auberge française
- Prison de Långholmen
- Medborgarhuset
- PUB
- Kaknästornet
- Kastellet
- Maison Sager
- Archives nationales
- Rosenbad
- Marché couvert d'Östermalm
- Siège du Parlement

## Transports

### Tunnels
- Årstadalstunneln (sv)
- Alvikstunneln (sv)
- Blekholmstunneln (sv)
- Brunkebergstunneln (sv)
- Citybanan
- Fredhällstunneln
- Karlbergstunneln
- Klaratunneln
- Norrmalmstunneln
- Nyboda tunnlar (sv)
- Rinkebytunneln
- Söderledstunneln
- Södermalmstunneln (sv)
- Söderströmstunneln (sv)
- Stadsgårdstunneln (sv)
- Tenstatunneln
- Tomtebodatunneln (sv)
- Tranebergstunneln (sv)
- Vasatunneln (sv)

### Ponts
- Allébron
- Alviksbron
- Barnhusbron
- Beckholmsbron (sv)
- Blekholmsbron (sv)
- Blommensbergsviadukten
- Bobergsbron (sv)
- Bro över Rinkebystråket (sv)
- Bällsta bro
- Centralbron
- Citybanan
- Danviksbron
- Djurgårdsbron
- Djurgårdsbrunnsbron
- Drottningholmsbron
- Ekelundsbron (sv)
- Essingebron
- Farstanäsbron (sv)
- Flottsbrokanalen (sv)
- Folke Bernadottes bro (sv)
- Fredhällsbron
- Fredriksdalsbron
- Gamla Kungsholmsbron (sv)
- Gröndalsbron
- Gröndalsviadukten
- Guldbron
- Götalandsviadukten (sv)
- Husarviksbron (sv)
- Huvudstabron
- Hägerstensviadukten
- Högalidsspången (sv)
- Johanneshovsbron
- Karlbergsbron
- Kastellholmsbron (sv)
- Katarina gångbro (sv)
- Klarabergsviadukten
- Kungsbron
- Ladugårdslandsbron (sv)
- Laduviksbron (sv)
- Lidingöbroarna
- Liljeholmsbron
- Lilla Lidingöbron
- Lilla Sjötullsbron (sv)
- Londonviadukten (sv)
- Lundabron (sv)
- Långholmsbron (sv)
- Malmskillnadsbron (sv)
- Mariebergsbron
- Nockebybron
- Norrbro
- Nybohovsbron
- Pålsundsbron (sv)
- Regeringsgatans bro (sv)
- Reimersholmsbron (sv)
- Riddarbron (sv)
- Riddarholmsbron
- Riksbron
- S:t Eriksbron (sv)
- Sadelmakarbron (sv)
- Sandbron (sv)
- Sickla kanalbro
- Sicklauddsbron (sv)
- Skansbron (sv)
- Skanstullsbron
- Skeppsholmsbron
- Slaktarhusbron (sv)
- Smistabron (sv)
- Solnabron (sv)
- Stadshusbron
- Stallbron (sv)
- Strömbron
- Strömsborgsbron (sv)
- Sveabron (sv)
- Söderströmsbron
- Tomtebodabron (sv)
- Trafikplats Nyboda (sv)
- Tranebergsbron
- Ugglebacksbron (sv)
- Ulvsundabron
- Vasabron
- Västberga allébro
- Västerbron
- Ågestabron (sv)
- Årstabroarna
- Älvsjöbågen (sv)
- Österbron (sv)
- Hebbes Bro (sv)
- Munkbron (sv)
- Norrbro

### Routes
- Ascenseur Katarina
- Route européenne 4
- Route européenne 18
- Route européenne 20
- Drottningholmsvägen
- Essingeleden
- Förbifart Stockholm (sv)
- Gamla Göta landsväg
- Klarabergsviadukten
- Kvarnholmsförbindelsen (sv)
- Norra länken
- Roslagsvägen (sv)
- Route comtale 222
- Route comtale 226
- Route comtale 274
- Route comtale 275
- Route comtale 277
- Route nationale 76
- Route nationale 73
- Route nationale 75
- Slussen
- Stockholms nord-sydaxel
- Périphérique de Stockholm (sv)
- Södertäljevägen (sv)
- Uppsalavägen (sv)

### Gares, ports et aéroports
- Aéroport de Stockholm-Arlanda
- Aéroport de Stockholm-Bromma
- Gare centrale de Stockholm
- Gullmarsplan
- Port de Nynäshamn
- Port de Stockholm Norvik
- Port de Värta
- Port franc de Stockholm
- Ports de Stockholm
- Expeditionshuset
- Gare d'Älvsjö (en)
- Gare d'Årstaberg (en)
- Gare de Barkarby (en)
- Gare de Farsta Strand (en)
- Gare de Jakobsberg (en)
- Gare de Karlberg (en)
- Gare de Sickla (en)
- Gare de Spånga (en)
- Gare centrale de Stockholm
- Gare de Stockholm est (en)
- Gare de Stockholm nord (en)
- Gare de Sundbyberg (en)
- Gare Universitetet (en)

## Lieux

### Parcs et jardins
- Aluddsparken (sv)
- Anders Franzéns park
- Anna Lindhagens täppa (sv)
- Parc Anna Lindh
- Aspuddsparken (sv)
- Astrid Lindgrens terrass
- Axel Landquists park (sv)
- Balders hage
- Barnängsparken
- Bellevueparken
- Bergianska trädgården
- Bergsgruvan (sv)
- Berzelii park
- Bjurholmsplan (sv)
- Björns trädgård (sv)
- Blekholmsstranden (sv)
- Borgmästare Skyttes park (sv)
- Bredängsparken (sv)
- Broparken
- Brovaktarparken (sv)
- Centralbadsparken
- cimetière juif de Kronoberg (sv)
- Cornelisparken (sv)
- Droskan (sv)
- Einar Forseths Park
- Elektraparken
- Ellen Keys park
- Engelska parken (sv)
- Enkehusparken (sv)
- Enskedeparken (sv)
- Eriksbergsparken
- Eriksdalslunden (sv)
- Fagerlidsparken (sv)
- Fatbursparken
- Finlandsparken
- Fredhällsparken
- Frisens park
- Gasqueparken (sv)
- Georg Dahlqvists park (sv)
- Glasbrukstäppan
- Gotlandsparken (sv)
- Grynkvarnsparken (sv)
- Gränsberget, Kärrtorp
- Gubbängsparken (sv)
- Gustaf Adolfsparken
- Helgalunden (sv)
- Heliosparken (sv)
- Hjorthagsparken (sv)
- Holmiaparken (sv)
- Hornsbergs hage (sv)
- Hornsbergs strandpark
- Humlegården
- Högalidsparken
- Höglandsparken
- Ivar Los park (sv)
- Johan Helmich Romans park
- Johannelundstoppen (sv)
- Järnvägsparken
- Karl Staaffs park
- Karlaplan, Stockholm
- Kristinebergs strandpark
- Kronobergsparken
- Parc national urbain royal
- Kungsklippan
- Kungsträdgården
- Kärrtorpsparken
- Lilla Blecktornsparken
- Lillsjöparken (sv)
- Lindeparken (sv)
- Luxparken
- Långbroparken
- Långholmsparken
- Margaretaparken
- Mariatorget
- Mariebergsparken
- Maskinparken (sv)
- Monica Zetterlunds park
- Museiparken
- Nelly Sachs park
- Nobelparken
- Norr Mälarstrands strandpromenad
- Norra stationsparken
- Observatorielunden
- Olle Adolphsons park (sv)
- Piperska murens trädgård
- Polishusparken (sv)
- Pontonjärparken (sv)
- Pålsundsparken
- Radiohusparken
- Rosenbadsparken
- Rosenlundsparken
- Rudbecksparken (sv)
- Rådhusparken
- Rågsveds friområde (sv)
- Rålambshovsparken
- Sankt Eriksparken
- Sankt Paulsparken (sv)
- Sannadalsparken (sv)
- Sinnenas trädgård
- Skinnarviksparken
- Snigelparken (sv)
- Spårvägsparken (sv)
- Spökparken
- Stadshusparken (sv)
- Starrbäcksängen (sv)
- Stig Claessons park (sv)
- Stigbergsparken (sv)
- Stora Blecktornsparken
- Storängsparken
- Strömparterren
- Stureparken
- Svandammen, Stockholm (sv)
- Svanhagen (sv)
- Svensksundsparken
- Tantolunden
- Tegnérlunden
- Tengdahlsparken
- Tessinparken
- Thorildsplan (sv)
- Timmermansparken (sv)
- Tora Dahls park (sv)
- Torinetäppan (sv)
- Trekantsparken (sv)
- Triangelparken (sv)
- Tunnelbacken, Stockholm (sv)
- Tussmöteparken (sv)
- Parc du château de Kristineberg
- Vanadislunden
- Vasaparken
- Victoria Benedictssons park
- Victoriaväxthuset (sv)
- Viloparken
- Vintertullsparken (sv)
- Vinterviken (sv)
- Vita bergen
- Vivstavarvsparken (sv)
- Vårbergstoppen
- Vårflodsparken
- Värdshusparken (sv)
- Vättersparken (sv)
- Willy Brandts park
- Yngve Larssons park
- Åkeshovs arboretum
- Ålstensparken (sv)
- Ånghästparken (sv)
- Årstabergsparken
- Årstafruns park (sv)

### Places
- Birger Jarls torg
- Blasieholmstorg
- Brunkebergstorg
- Centralplan
- Gåstorget (sv)
- Gullmarsplan
- Gustav Adolfs torg
- Hötorget
- Järntorget
- Karlaplan
- Karl Johans torg (sv)
- Köpmantorget
- Kornhamnstorg
- Kungsholmstorg
- Mariatorget
- Medborgarplatsen
- Mynttorget
- Mälartorget
- Mynttorget
- Norra Bantorget
- Norrmalmstorg
- Nybroplan
- Odenplan
- Riddarhustorget
- Stortorget
- Sergels torg
- Stortorget
- Stureplan
- Södermalmstorg
- Telefonplan (sv)
- Östermalmstorg
- Västerbroplan
- Riksplan (sv)
- Sven Vintappares torg (sv)
- Tyska Brunnsplan (sv)
- Tyska stallplan
- Evert Taubes terrass (sv)
- Högvaktsterrassen
- Mariaberget
- Place Raoul Wallenberg

### Rues
- Baggensgatan (sv)
- Bastugatan
- Birger Jarlsgatan
- Drottninggatan
- Götgatan
- Hamngatan
- Hantverkargatan
- Hornsgatan
- Humlegårdsgatan
- Järntorgsgatan (sv)
- Karlavägen
- Kindstugatan (sv)
- Kungsgatan
- Kungsträdgårdsgatan
- Köpmangatan (sv)
- Lidingövägen
- Lilla Nygatan (sv)
- Munkbrogatan (sv)
- Munkbroleden (sv)
- Myntgatan (sv)
- Malmskillnadsgatan
- Narvavägen
- Norra Benickebrinken (sv)
- Norra Stationsgatan
- Norrtullsgatan
- Odengatan
- Olof Palmes gata
- Österlånggatan (sv)
- Östermalmsgatan
- Prästgatan (sv)
- Sankt Eriksgatan
- Själagårdsgatan (sv)
- Skomakargatan (sv)
- Slottsbacken (sv)
- Slottskajen (sv)
- Slussplan (sv)
- Sturegatan
- Stenbastugränd (sv)
- Stora Nygatan (sv)
- Storgatan
- Storkyrkobrinken (sv)
- Strandvägen
- Svartmangatan (sv)
- Sveavägen
- Södra Benickebrinken (sv)
- Södra Riddarholmshamnen (sv)
- Tryckerigatan (sv)
- Tyska Brinken (sv)
- Västerlånggatan
- Valhallavägen
- Vasagatan

### Eaux, Iles
- Beckholmen (sv)
- Danvikskanalen
- Djurgårdsbrunnsviken
- Djurgårdsbrunnskanalen
- Hammarbyleden
- Canal de Karlberg
- Klara sjö
- Ladugårdslandsviken
- Mälaren
- Mariebergsfjärden
- Nybroviken
- Riddarfjärden
- Riddarholmskanalen
- Saltsjön
- Canal de Sickla
- Stockholms ström
- Ulvsundasjön

## Culture

### Éducation
- Académie royale des Beaux-Arts
- Beckmans designhögskola (sv)
- Försvarshögskolan (sv)
- Gymnastik- och idrottshögskolan (sv)
- École d'économie de Stockholm
- Karolinska institutet
- Konstfack
- École supérieure de musique
- Kungliga Konsthögskolan
- École polytechnique
- Marie Cederschiöld högskola (sv)
- Röda Korsets högskola (sv)
- Sophiahemmet Högskola (sv)
- Stockholms konstnärliga högskola (sv)
- Stockholms Musikpedagogiska Institut (sv)
- Université de Stockholm
- Université de Södertörn
- Université de théologie (sv)

### Musées
- Musée municipal
- ABBA the Museum
- Musée des antiquités de l'Extrême-Orient
- Musée de l'Armée
- Musée de biologie
- Ejdern
- Musée ethnographique
- Finngrundet
- Fotografiska
- Galerie Thiel
- Gʼpsgolox
- Musée Hallwyl
- Musée suédois d'histoire naturelle
- Musée historique
- Musée du jouet
- Liljevalchs konsthall
- Musée de la Marine
- Millesgården
- Musée du Moyen Âge
- Musée de la musique et du théâtre
- Musée des antiquités Gustave-III
- Musée des sciences et de la technologie
- Musée méditerranéen (sv)
- Musée Nobel
- Musée nordique
- Prison de Långholmen
- Skansen
- Musée du snus et des allumettes
- Musée Strindberg
- Théâtre du château de Drottningholm
- Musée du transport
- Musée Vasa
- Nationalmuseum
- Vrak Museum
- The Viking Museum

### Théatres
- Chinateatern (sv)
- Cirkus
- Théâtre dramatique royal
- Théâtre du château de Drottningholm
- Elverket (sv)
- Fullersta bio (sv)
- Gröna Lund-teatern (sv)
- Göta Lejon
- Intiman (sv)
- Opéra royal
- Maximteatern
- Moderna dansteatern (sv)
- Moment teater (sv)
- Mälarhöjdens Friluftsteater (sv)
- Orionteatern (sv)
- Playhouse Teater (sv)
- Scalateatern (sv)
- Stockholms stadsteater (sv)
- Strindbergs Intima Teater (sv)
- Teater Brunnsgatan Fyra (sv)
- Teater Giljotin (sv)
- Teater Pero (sv)
- Teater Tribunalen (sv)
- Théâtre de Stenborg
- Théâtre dramatique royal
- Théâtre Södra
- Vasateatern

### Autres
- Bibliothèque publique
- Bibliothèque royale
- Konstnärshuset
- Kulturhuset